# Жах Амітивілля (фільм, 2005)
«Жах Амітивілля» (англ. The Amityville Horror) — американський фільм жахів 2005 року, знятий Ендрю Дугласом, з Раяном Рейнольдсом і Мелісою Джордж у головних ролях. Ремейк однойменного трилера 1979 року, який був знятий за однойменним романом Джея Енсон, заснованого на реальних свідченнях сім'ї Латс, де вони розповідають про те, що нібито з ними сталося, коли вони у 1975 році переїхали в Амітівілль, саме в той будинок на Оушен-Авеню, в якому Рональд Дефео-молодший у листопаді 1974 розстріляв всю свою сім'ю.

## Сюжет
14 листопада 1974 року в поліцейську ділянку надійшов жахливий дзвінок: у резиденції родини Дефео шість чоловік застрелено в своїх ліжках. Рональд Дефео-молодший зізнався у вбивстві своїх батьків і братів, пояснивши, що якісь «голоси» веліли йому вчинити вбивства.
Рік тому Джордж і Кейті Латс з трьома дітьми переїздять в цей будинок, вважаючи, що збулася їх заповітна мрія. Вони ще не знають, що їх щастя під загрозою страшної демонічної сили, здатної його зруйнувати. Жах знову охоплює Амітивілль.

## У ролях
| Актор                  | Роль                   |
| ---------------------- | ---------------------- |
| Раян Рейнольдс         | Джордж Латс            |
| Мелісса Джордж         | Кейті Латс             |
| Джессі Джеймс молодший | Біллі Латс             |
| Джиммі Беннетт         | Майкл Латс             |
| Хлоя Морец             | Челсі Латс             |
| Рейчел Ніколс          | Ліза                   |
| Філіп Бейкер Гол       | Отче Келловей          |
| Ізабелль Коннер        | Джоді Дефео            |
| Брендан Дональдсон     | Рональд Дефео-Молодший |
| Кара Рубео             | Дон Дефео              |

## Видання

### DVD
У США фільм був випущений на DVD в широкоекранному форматі, 4 жовтня 2005 року. Додаткові матеріали містять: коментарі Раяна Рейнольдса і продюсерів Ендрю Форма і Бредлі Фуллера; вісім віддалених сцен; міні-фільм Supernatural Homicide (рос. Надприродна одержимість) — розповідь поліцейських і місцевих про вбивства, що були покладені в основу даного фільму; «Джерело Зла» (рос. Джерело зла) — ролик про зйомки фільму; фотогалерея.

### Blu-Ray + DVD
Американське видання на Blu-Ray диску вийшло в одній коробці з DVD-перевиданням та простим оформленням. На BD-диску з додаткових матеріалів присутній лише трейлер, в той час як DVD-диск містить коментарі продюсерів та акторів, видалені сцени, фотогалерею, записи зі знімального майданчика та інше. Але при цьому структура меню DVD-диска містить помилки, що не дозволяють переглянути більшу частину додаткових матеріалів.